# Ryoo Seung-wan
Dans ce nom coréen, le nom de famille, Ryoo, précède le nom personnel.
Ryoo Seung-wan (hangeul : 류승완 ; hanja : 柳昇完 ; RR : Ryu Seung-wan ; MR : Ryu Sŭng-wan) est un acteur, producteur, scénariste et réalisateur sud-coréen, né le 15 décembre 1973 à Asan (Chungcheong du Sud).
Dans son pays natal, il est surnommé le « Môme de la démarche » en raison de ses termes uniques sur l'action et la vie difficile, comme le démontre dans ses films Crying Fist (주먹이 운다, 2004), The Unjust (부당거래, 2010) et The Agent (베를린, 2013).

## Biographie

### Jeunesse et formations
Ryoo Seung-wan naît le 15 décembre 1973 dans le village d'Onyang (en) à Asan, dans le Chungcheong du Sud. Il y grandit dans une famille aisée, aux côtés de son petit frère Ryoo Seung-bum (en) (né en 1980), bien que son père est directeur d'une entreprise. Durant son adolescence, il perd leurs parents, tous les deux décédés du cancer, et, avec son frère, a été confié aux soins de leur grand-mère paternelle.

### Carrière
En 1996, Ryoo Seung-wan fait ses débuts avec le court métrage Transmutated Head (변질헤드), avant d'être assistant réalisateur aux côtés de Park Chan-wook.
Fin des années 1990, il écrit et réalise son premier long métrage Die Bad (en) (죽거나 혹은 나쁘거나), dans lequel il tient le rôle principal auprès de son jeune frère. Il sort en 2000.
Il écrit et réalise la comédie néo-noire No Blood No Tears (en) (피도 눈물도 없이), sorti en 2002.
En 2005, il fonde, avec son épouse Kang Hye-jeong, sa propre société de production baptisée Filmmaker R&K (외유내강),.
Au début des années 2010, à l'origine, il voulait porter à l'écran sa vision de l'histoire dissimulée du peuple coréen en pleine période Joseon. Finalement, il s'inspire du théâtre de crimes de guerre durant la Seconde Guerre mondiale : alors que la Corée est sous occupation japonaise, 800 travailleurs forcés coréens sont envoyés sur l'île d'Hashima dans la préfecture de Nagasaki au Japon. Plus de 120 y sont morts et ceux tentant de s'échapper étaient soumis à des tortures extrêmes selon le rapport d'une commission d’enquête gouvernementale publié en 2012. Le film a pour titre Battleship Island (군함도), comme le surnomme les américains pour l'île d'Hashima, dont le tournage débute fin avril 2016, avec Hwang Jeong-min, So Ji-sub et Song Joong-ki.
En 2019, après avoir produit les films tels que le thriller Svaha: The Sixth Finger (사바하) de Jang Jae-hyeon, la comédie Exit (엑시트) de Lee Sang-geun et la comédie dramatique Start-up (시동) de Choi Jeong-yeol, il part tourner, en automne, Maroc, avec Kim Yoon-seok, Jo In-sung et Heo Joon-ho, pour le thriller politique Escape from Mogadishu (모가디슈à), inspiré de faits réels concernant les employés des ambassades de Corée du Nord et Corée du Sud qui tentent de quitter Mogadiscio, capitale de la Somalie, au moment où éclate la guerre civile dans les années 1990,. Malgré la pandémie de COVID-19, le film sort tardivement le 28 juillet 2021 dans les salles sud-coréennes, dans 1 547 salles.
Début juin 2021, il tourne le film d'action Smugglers (밀수).

### Vie privée
En 1997, Ryoo Seung-wan se marie à Kang Hye-jung, directrice de la société de production Partner,, avec qui il a une fille, Ui-jin (née en 1998, et deux garçons, Seo-jin (né en 2003) et Hyeon-jin (né en 2005).

## Filmographie

### Acteur

#### Longs métrages
- 2000 : Die Bad (en) (죽거나 혹은 나쁘거나)
- 2002 : Sympathy for Mister Vengeance (복수는 나의 것) de Park Chan-wook
- 2002 : Oasis (오아시스) de Lee Chang-dong
- 2002 : No Blood No Tears (en) (피도 눈물도 없이) de lui-même
- 2005 : Lady Vengeance (친절한 금자씨) de Park Chan-wook
- 2006 : The City of Violence (en) (짝패) de lui-même
- 2008 : Crazy Lee, agent secret coréen (다찌마와 리 - 악인이여 지옥행 급행열차를 타라!) de lui-même (caméo)
- 2011 : Battlefield Heroes (en) (평양성) de Lee Joon-ik
- 2011 : Mama (마마) de Choi Ik-hwan
- 2013 : Rough Play (en) (배우는 배우다) de Shin Yeon-shick
- 2013 : Top Star (en) (톱스타) de Park Joong-hoon
- 2014 : Gyeongju (en) (경주) de Zhang Lu : le professeur Kang

#### Courts métrages
- 1999 : Rumble (패싸움) de lui-même
- 1999 : Our Contemporaries (현대인) de lui-même
- 2000 : Dachimawa Lee (다찌마와 LEE) de lui-même

### Réalisateur

#### Longs métrages
- 2000 : Die Bad (ko) (죽거나 혹은 나쁘거나)
- 2002 : No Blood No Tears (ko) (피도 눈물도 없이)
- 2004 : Crying Fist (주먹이 운다)
- 2005 : Arahan (아라한-장풍 대작전)
- 2005 : If You Were Me 2 (다섯 개의 시선) (séquence Hey, Man (남자니까 아시잖아요?))
- 2006 : The City of Violence (ko) (짝패)
- 2008 : Crazy Lee, agent secret coréen (다찌마와 리: 악인이여 지옥행 급행열차를 타라!)
- 2010 : The Unjust (부당거래)
- 2013 : The Agent (베를린)
- 2014 : Mad Sad Bad (신촌좀비만화) (séquence Ghost (유령)
- 2015 : Vétéran (베테랑)
- 2017 : Battleship Island (군함도)
- 2021 : Escape from Mogadishu (모가디슈à)
- 2023 : Smugglers (밀수)
- 2024 : Vétéran 2  (베테랑 2)

#### Courts métrages
- 1996 : Transmutated Head (변질헤드)
- 1999 : Rumble (패싸움)
- 1999 : Our Contemporaries (현대인)
- 2000 : Dachimawa Lee (다찌마와 LEE)

### Scénariste

#### Longs métrages
- 2002 : No Blood No Tears (en) (피도 눈물도 없이) de lui-même
- 2004 : Crying Fist (주먹이 운다) de lui-même
- 2005 : Arahan (아라한-장풍 대작전) de lui-même
- 2006 : The City of Violence (en) (짝패) de lui-même
- 2008 : Crazy Lee, agent secret coréen (다찌마와 리: 악인이여 지옥행 급행열차를 타라!) de lui-même
- 2010 : Troubleshooter (해결사) de Kwon Hyeok-jae
- 2013 : The Agent (베를린) de lui-même
- 2015 : Vétéran (베테랑) de lui-même
- 2023 : Smugglers (밀수) de lui-même
- 2024 : Vétéran 2  (베테랑 2) de lui-même

#### Courts métrages
- 1996 : Transmutated Head (변질헤드) de lui-même
- 1999 : Rumble (패싸움) de lui-même
- 1999 : Our Contemporaries (현대인) de lui-même
- 2000 : Dachimawa Lee (다찌마와 LEE) de lui-même

### Producteur

#### Longs métrages
- 2006 : The City of Violence (en) (짝패) de lui-même
- 2010 : Troubleshooter (해결사) de Kwon Hyeok-jae
- 2010 : The Unjust (부당거래) de lui-même
- 2019 : Svaha: The Sixth Finger (사바하) de Jang Jae-hyeon
- 2019 : Exit (엑시트) de Lee Sang-geun
- 2019 : Start-up (시동) de Choi Jeong-yeol
- 2023 : Smugglers (밀수) de lui-même

#### Court métrage
- 1996 : Transmutated Head (변질헤드) de lui-même

## Récompenses
- Pusan Film Critics Awards 2000 : prix du jury pour Die Bad
- Festival international du film de Pusan 2000 : PSB Audience Award pour Die Bad[17].
- Pusan Film Critics Awards 2005 : meilleur réalisateur pour Crying Fist[18].
- Festival du film asiatique de Deauville 2005 : grand prix Action Asia pour Arahan[19].
- FanTasia 2007 : Fantasia de bronze pour The City of Violence[20].